# Coelana
Coelana är ett släkte av insekter. Coelana ingår i familjen dvärgstritar.
Kladogram enligt Catalogue of Life:
| Coelana | \| \| Coelana drakei \| \| \| \| \| \| Coelana modesta \| \| \| \| |
|         | \| \| Coelana drakei \| \| \| \| \| \| Coelana modesta \| \| \| \| |
|         | Coelana drakei                                                     |
|         |                                                                    |
|         | Coelana modesta                                                    |
|         |                                                                    |